# Jardí de San Carlos

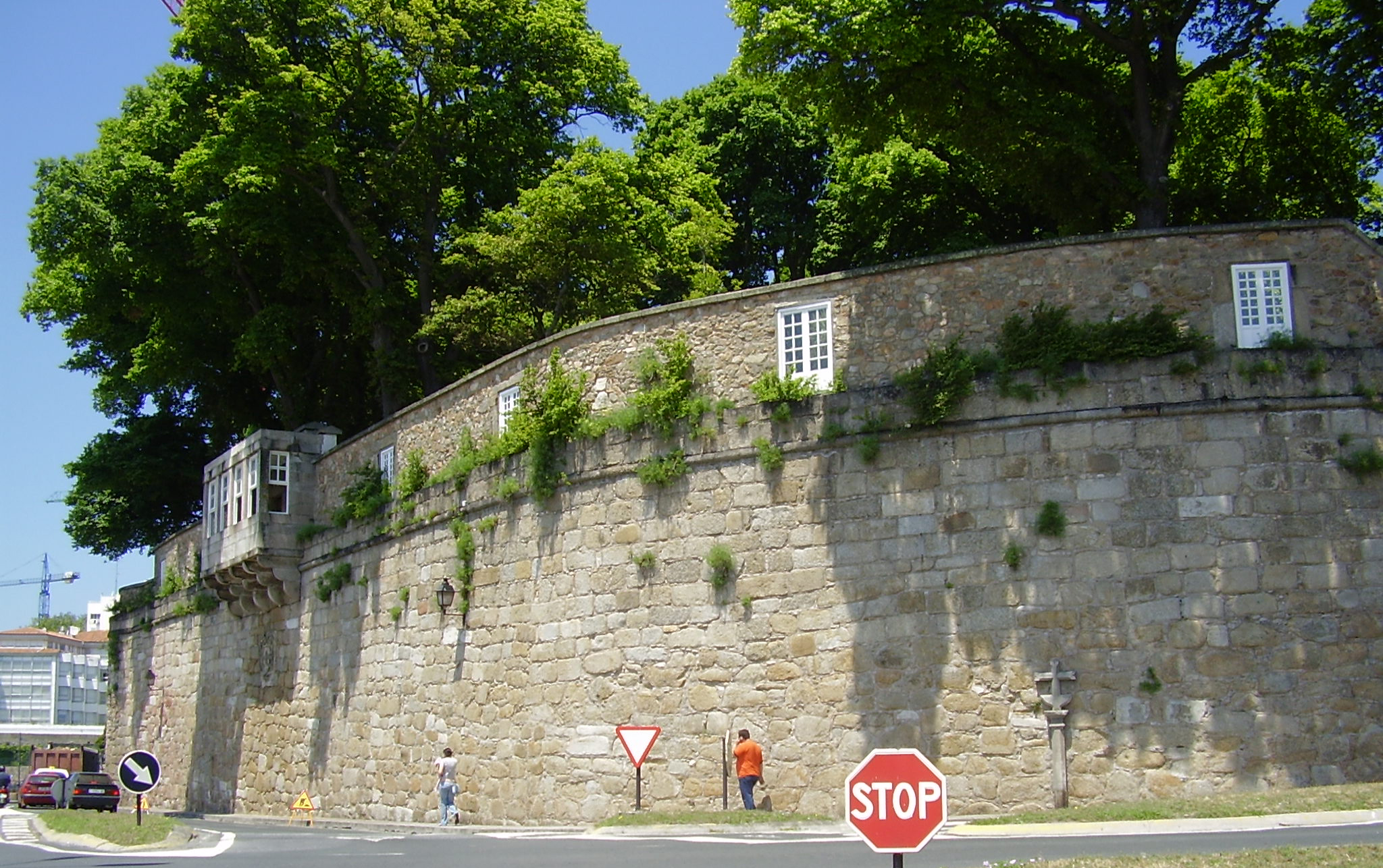
Muralla del Jardí de San Carlos.

El Jardí de San Carlos (en gallec: Xardín de San Carlos) es troba a la ciutat vella de la Corunya. Es va construir com a castell defensiu fora de les muralles durant el segle XIV i va quedar unit a la ciutat al segle xvi.

## Història i característiques
A poc a poc va perdre importància com a baluard (Fortaleza Vella) i, després d'esclatar el polvorí que contenia, va ser abandonat fins que al segle xviii és recuperat com a jardí per Carlos Francisco de Croix.
L'aspecte actual del Jardí de San Carlos es deu al governador el 1834 Francisco de Mazarredo, i presenta unes característiques de jardí romàntic. Va ser declarat Conjunt històric juntament amb les muralles.
El seu valor radica en la seva situació privilegiada, des de la qual s'observa gràcies al seu mirador tot el port de la Corunya, en la seva vegetació, i en la tomba del general anglès Sir John Moore, mort a la batalla d'Elviña el 1809 lluitant mentre defensava la ciutat de les tropes napoleòniques franceses del general Soult.
Al jardi hi ha moltes espècies d'arbres, tant autòctones com exòtiques, entre les quals destaquen dos oms gegants centenaris.
Al costat dels jardins hi ha un edifici, seu de l'Arxiu del Regne de Galícia, l'arxiu històric més important de Galícia. És un centre de titularitat estatal gestionat des de 1989 per la Xunta de Galicia.

## Galeria d'imatges

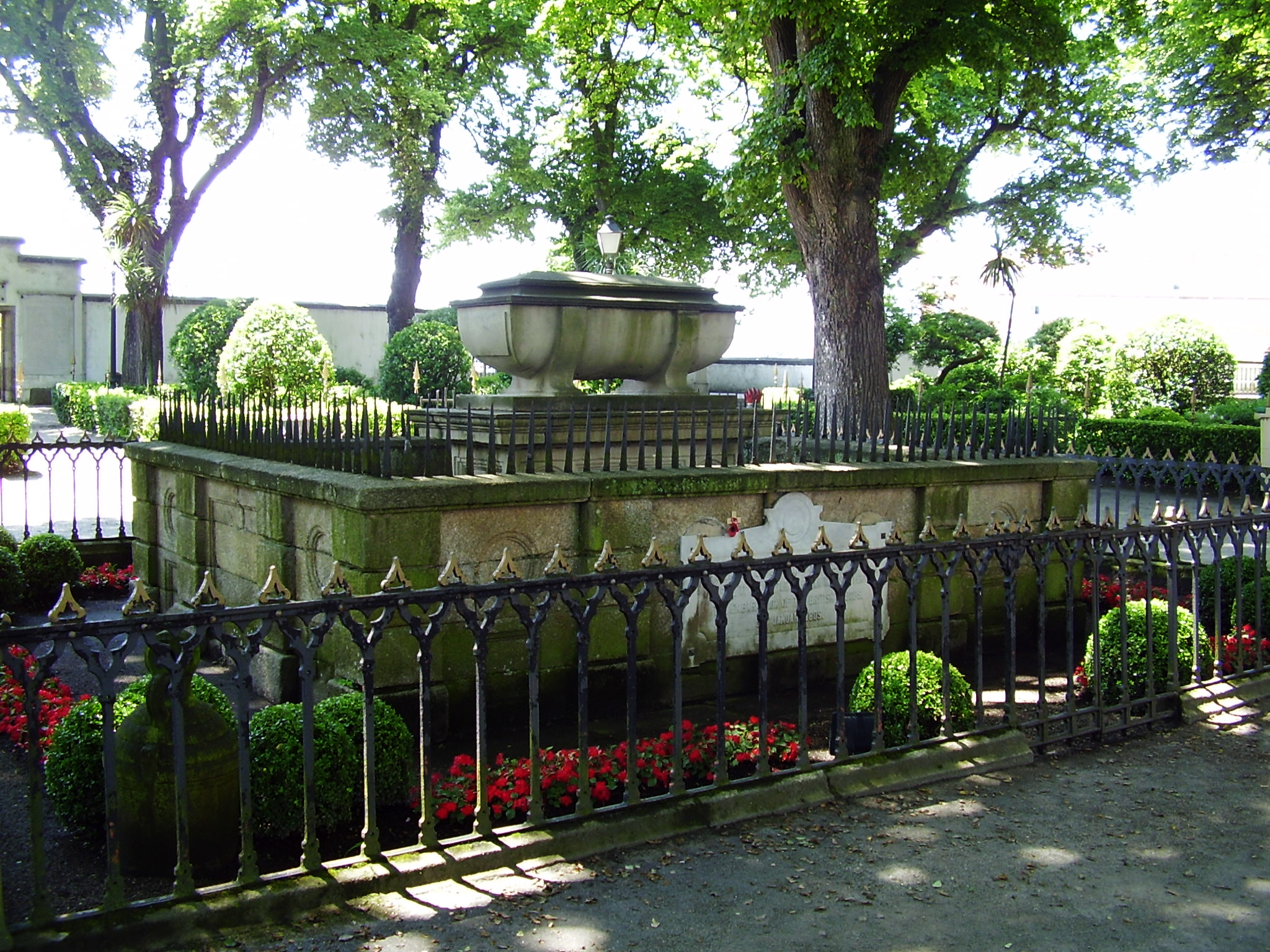
Tomba de Sir John Moore
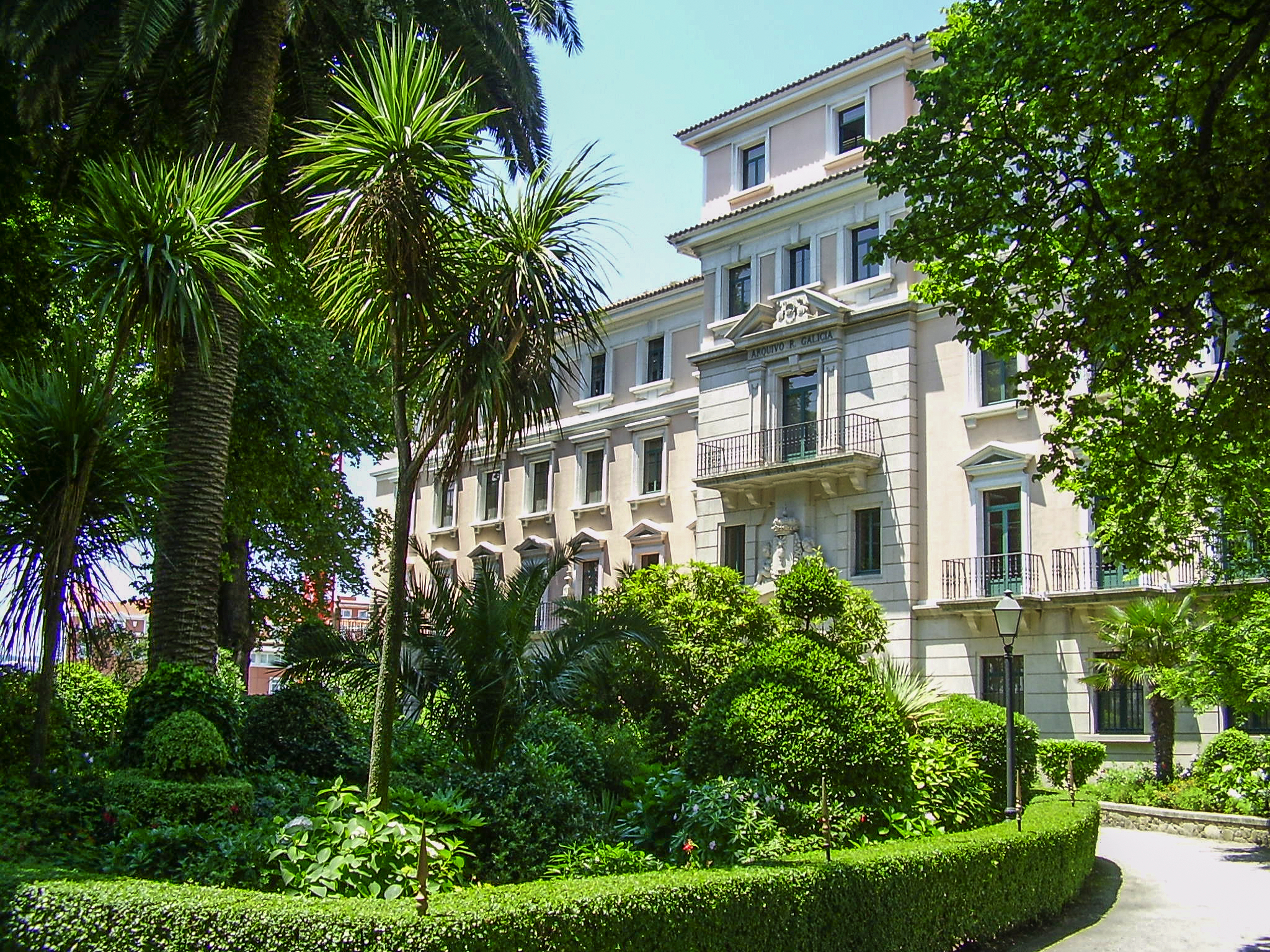
Arxiu del Regne de Galícia
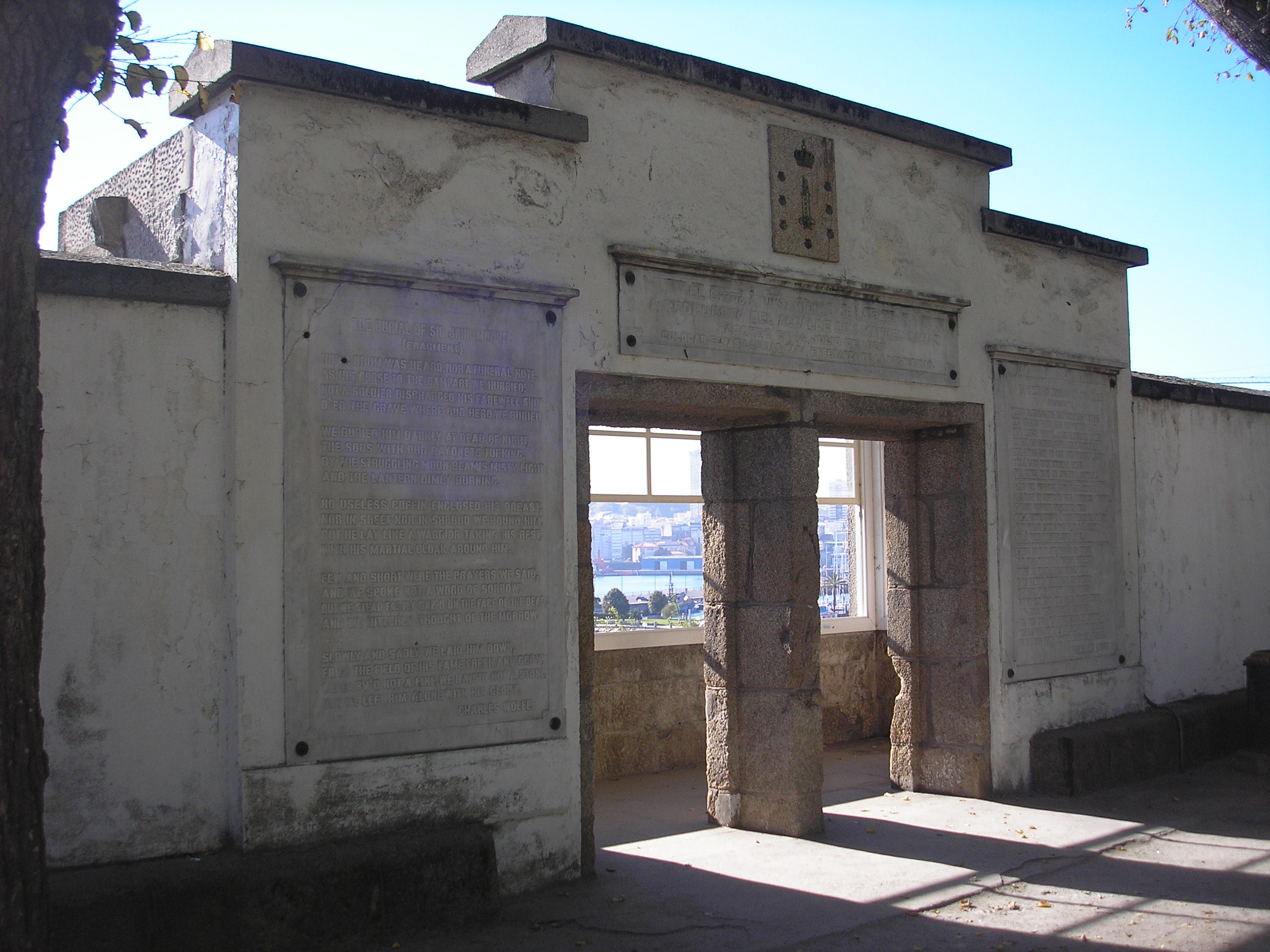
Entrada al mirador